# Bianca Ryan
Bianca Taylor Ryan (n. 1 de septiembre de 1994) es una cantante estadounidense de Filadelfia, Pensilvania, que ganó la primera temporada del programa America's Got Talent de la NBC a los once años de edad. 
El primer CD de Ryan fue grabado justo después de su duodécimo (12) cumpleaños y lanzado el 14 de noviembre de 2006; desde ese momento Bianca Ryan ha entrado incluso en los Billboard 200, específicamente en el #57. Un mes después, se lanza el EP Christmas Everyday

## Biografía
Bianca Ryan es la segunda de los cinco hijos de Shawn y Janette Ryan. Tiene ascendencia japonesa e irlandesa. Bianca tiene un hermano mayor, Shawn, y tres hermanos menores, Isabella, Jagger y Evangelina.
Cuando tenía 12 años, Ryan desarrolló una preferencia en el «R&B» y los géneros de música gospel, y recuerda haber practicado en el sótano de su casa. De su familia solamente se oía que su padre le preguntaba "¿Cómo es que aprendiste a cantar de ese modo?". Su vecino, Denise Bauchens, comentó al Nordeste Noticias Gleaner que mientras estaba barriendo su patio, un día del año 2004, escuchó la increíble voz de Ryan. 
Sus cantantes favoritos son Yolanda Adams, Mariah Carey, Kelly Clarkson, Jennifer Holliday y Patti LaBelle. Adams fue su entrenador de voz personal para las finales de America's Got Talent
En el 2006 Ryan era estudiante del sexto grado en la Escuela “Lane School Charter”, en Bensalem Township, Pensilvania.
Justo antes del lanzamiento de su primer CD, Ryan perdió a su abuela, Marie Ryan, que había luchado contra la terrible enfermedad de Alzheimer durante cinco años. A la semana siguiente, el alcalde John F. Street, declaró el 13 de noviembre como "Bianca Ryan Day" (día de Bianca Ryan) en Filadelfia y dio a Ryan la llave de la ciudad.
En el año 2015 saco una canción a la cual tituló "Alice" con la actuación de Chloe Lukasiak el cual se lanzó el 26 de mayo de 2015

## America's Got Talent, 2006
Mientras se registraban los candidatos por Internet para las audiciones a comienzos del 2006, Ryan descubrió que Simon Cowell se estaba desempeñando como productor ejecutivo para una competencia titulada “America's Got Talent” (América tiene talento). Para su aparición ante la audición, escogió el tema And I Am Telling You I'm Not Going, interpretada originalmente por Jennifer Holiday, sorprendiendo a toda la audiencia y a los jueces con su fuerte voz. Antes de abril de 2007, la copia de la audición de Ryan había alcanzado los 100 mejores videos de Música en YouTube. 
En las semifinales del espectáculo, los jueces adoraban la interpretación, pero dijeron que la canción no era correcta para ella. Sin embargo llegó a la final. Los resultados fueron divulgados el 17 de agosto de 2006, donde Ryan fue anunciada como la ganadora de la primera edición de esta competencia.
Ryan hizo una breve aparición durante el show de la final de la segunda temporada.

## CD de Presentación en Público
El 24 de agosto de 2006, Ryan anunció en su sitio web que había volado a Nueva York para reunirse con representantes de una "compañía discográfica muy importante" y algunos de los máximos compositores de la industria de la grabación. Las voces de The Nordeste Times informaron que el mismo día, Ryan se reunió con el grupo ganador del Grammy, el productor David Foster y estaba siendo gestionado por Peter Rudge. 
Al mes siguiente, Ryan estaba en Los Ángeles, California, para grabar su primer CD. El cual contiene versiones de "The Rose" y "I Believe I Can Fly" así como las canciones originales "I Wish That" y "Pray for a Better Day". Su primer disco “Bianca Ryan”, fue lanzado al mercado el 14 de noviembre de 2006; ocho días después, el álbum alcanzó el #57 en las listas de álbum de Billboard. 
Bianca Ryan es la primera persona que ha firmado un contrato de cinco álbum el 18 de septiembre de 2006 con SYCOmusic, dirigido por Simon Cowell por parte de Columbia Records (SONY BMG). Ryan es la primera cantante de los EE. UU. en firmar un contrato con SYCOmusic.

## Discografía
| Año                    | Álbum | Charts                  | Charts | Charts | Charts | Charts | Charts | Charts | Charts | Charts | Comentarios                                   |  |  |                                               |
| ---------------------- | --- | ----------------------- | --- | ------ | ------ | ------ | ------ | ------ | ------ | ------ | --------------------------------------------- |  |  | --------------------------------------------- |
| Año                    | Álbum | 14 de noviembre de 2006 | Bianca Ryan - Lugar en las listas: # 57 EE. UU. - Ventas en los EE. UU.: 91.000 + - Ventas en todo el mundo: 130.000 + - Lanzado: 24 de junio de 1991 |        |        |        |        |        |        |        | Comentarios                                   |  |  | Lanzado solo en Estados Unidos. Ventas: 1.000 |
| 5 de diciembre de 2007 | Why Couldn't It Be Christmas Every Day? - Lanzamiento: 5 de diciembre d - Lugar en las listas: N/A - Ventas en los EE. UU.: N/ |                         | |        |        |        |        |        |        |        | Lanzado solo en Estados Unidos. Ventas: 1.300 |  |  |                                               |

Discos sencillos
Why Couldn't It Be Christmas Every Day? - # 1 (en la radio & top 20 de Países Bajos)
That's not me – dado a conocer sobre el 7 de agosto de 2007.

## Filmografía
Largometrajes 
En el año 2006 filmó la película “12 and Holding” donde protagoniza el papel de Singing Girl, fue lanzada al mercado el 19 de mayo de 2006.
Televisión
- Star Search (Buscando estrellas)
- ShowTime at the Apollo
- The Tom Joyner Mostrar
- America's Got Talent- seis apariciones (28 de junio, 26 de julio, 27 de julio, 16 de agosto, 17 de agosto de 2006, y el 21 de agosto de 2007)
- The Ellen DeGeneres Show - dos apariciones (13 de septiembre y 16 de noviembre de 2006)
- The CW Morning Show - 16 de noviembre de 2006
- Today – 16 de noviembre de 2006
- The Oprah Winfrey Show - 5 de noviembre de 2006
- Martha - 20 de noviembre de 2006
- Walt Disney World Christmas Day Parade - 25 de diciembre de 2006
- 49th Pepsi 400 (desde Daytona International Speedway) - 7 de julio de 2007